# Пустынное (деревня)
Пустынное — деревня в Нижнеомском районе Омской области. Входит в состав Старомалиновского сельского поселения. Расположена на высоком правом берегу реки Иртыш.

## История
В 1791 г. по пути в ссылку через Пустынное проследовал писатель А.Н. Радищев.
В 1833-м году на средства прихожан в селе была выстроена деревянная однопрестольная церковь во имя Святой Троицы.
В селе имелось приходское училище Министерства Государственного Имущества, в котором в 1900-м году обучалось 27 мальчиков и 7 девочек.
В 1890 г. возле села через Иртыш был переправлен писатель Чехов А.П. по пути на Сахалин. Ныне в месте переправы установлен памятный знак.
В 1928 году село Пустынское состояло из 203 хозяйств, основное население — русские. Центр Пустынского сельсовета Большереченского района Тарского округа Сибирского края.

## Инфраструктура
В д. Пустынное есть библиотека, 3 магазина, сельский клуб.

## Население
| 1926 | 2010 |
| ---- | ---- |
| 1000 | ↘153 |

В 1900-м году численность населения составляла 2711 чел., из них: 1372 - мужского пола, 1339 - женского.